# Guillermo La Rosa
Guillermo La Rosa Laguna (ur. 6 czerwca 1954 w Limie) – piłkarz peruwiański grający na pozycji napastnika.

## Kariera klubowa
Karierę piłkarską La Rosa rozpoczął w klubie Porvenir Miraflores. Następnie odszedł do Defensoru Lima. W 1973 roku zadebiutował w jego barwach w peruwiańskiej Primera División i stał się jego podstawowym zawodnikiem. W debiutanckim sezonie wywalczył z Defensorem mistrzostwo Peru. W 1978 roku odszedł do Alianzy Lima, gdzie grał przez sezon. Jako piłkarz Alianzy był mistrzem kraju w 1978 oraz królem strzelców edycji Copa Libertadores 1978.
W 1979 roku La Rosa wyjechał do Kolumbii i jego pierwszym klubem w tym kraju było Atlético Nacional. Tam był podstawowym zawodnikiem zespołu. W 1980 i 1981 roku został uznany najlepszym piłkarzem ligi kolumbijskiej. W 1981 roku wywalczył też mistrzostwo Kolumbii. W 1984 roku został piłkarzem Amériki Cali. W tym samym roku został z klubem z Cali mistrzem Kolumbii. W kraju tym występował także w takich zespołach jak: Deportivo Pereira (1986) i Cúcuta Deportivo (1987). W 1988 roku przeszedł do ekwadorskiego LDU Quito. W 1989 roku zakończył karierę w wieku 35 lat.

## Kariera reprezentacyjna
W reprezentacji Peru La Rosa zadebiutował 22 czerwca 1975 roku w przegranym 0:6 towarzyskim meczu z Ekwadorem. W 1978 roku był w kadrze Peru na Mistrzostwach Świata w Argentynie. Wystąpił na nich w 5 spotkaniach: ze Szkocją (3:1), z Holandią (0:0), z Iranem (4:1), z Brazylią (0:3) i z Polską (0:1). W 1982 roku został powołany przez selekcjonera Tima do kadry na Mistrzostwa Świata w Hiszpanii. Tam także był członkiem wyjściowej jedenastki i zagrał w 3 meczach: z Kamerunem (0:0), z Włochami (1:1) i z Polską (1:5 i gol w 83. minucie). W swojej karierze zagrał także na Copa América 1979. Od 1975 do 1982 roku rozegrał w kadrze narodowej 39 meczów i strzelił 3 gole.